# Džentlmenski sporazum
Džentlmenski sporazum (eng. Gentleman's Agreement) je film  Elije Kazana iz 1947. s  Gregoryjem Peckom u ulozi novinara koji se lažno predstavlja kao Židov kako bi istražio antisemitizam u New Yorku i njegov utjecaj na zajednicu Darien, Connecticut. Film je u svoje vrijeme bio kontroverzan jer je tematski bio sličan filmu Unakrsna vatra, koji je objavljen iste godine te također bio nominiran za  Oscara za najbolji film. Džentlmenski sporazum temeljen je na istoimenom romanu Laure Z. Hobson iz 1947.

## Radnja
Philip Schuyler Green (Gregory Peck) je novinar udovac koji se upravo preselio u New York sa svojim sinom Tommyjem (Dean Stockwell) i majkom (Anne Revere). Green se sastaje s izdavačem časopisa Johnom Minifyjem (Albert Dekker), a Minify ga zamoli da napiše članak o  antisemitizmu. Nakon početnih dvojbi kako prići temi na nov način, Green se dosjeti da preuzme židovski identitet ("Phil Green" umjesto "Schuyler Green", ime pod kojim je dotad pisao) i napiše priču o svojim iskustvima. Ključno je, slože se Green i Minify, da nitko ne zna da Phil nije Židov; jer su on i njegova obitelj novi u New Yorku i da ih gotovo nitko ne zna, to ne bi trebalo stvarati poteškoće.
Na večernjoj zabavi, Phil upoznaje Minifyjevu razvedenu nećakinju Kathy Lacey (Dorothy McGuire), za koju se otkriva da je upravo ona predložila temu. Phil i Kathy odmah počinju hodati, iako je Kathy neugodno zbog Philova istraživačkog projekta. Iako je predložila temu i čini se da ima liberalne poglede, nakon što on otkriva kako se namjerava predstavljati kao Židov, ona se zgrane i direktno ga upita je li on stvarno Židov. Zategnutost njihove veze s obzirom na Kathyno potajno pristajanje na licemjerje postaje ključna tema filma. 
U časopisu, gdje cijelo osoblje osim Minifyja misli da je on Židov, Philu je dodijeljena tajnica, Elaine Wales (June Havoc), koja mu otkriva da je i ona Židovka, ali je promijenila ime kako bi dobila taj posao (njezina prijava, pod židovskim imenom Estelle Wilovsky, je odbijena). Kasnije, nakon što Phil otkriva Minifyju predrasudu s kojom se Walesova suočila kako bi dobila posao, Minify uvodi novu politiku koja je otvorena i za Židove. Wales privatno Philu otkriva svoju rezerviranost prema toj novoj politici, u strahu da će biti zaposleni "krivi Židovi" koji će uništiti stvari za nekoliko Židova koji tamo već rade. Phil se sprijateljuje i s urednicom modne rubrike, Anne Dettrey (Celeste Holm) koja mu postaje dobra prijateljica i potencijalna romantična partnerica, posebno zbog sve mučnije veze između njega i Kathy.
Dok se Philov projekt nastavlja, njegov prijatelj iz djetinjstva Dave Goldman (John Garfield), Židov, doseli se u New York zbog posla i počinje živjeti s Greenovima dok ne nađe dom za svoju obitelj. Dom se teško pronalazi u New Yorku, a posebno ga je teško naći Goldmanovima, jer neće sve gazde iznajmiti kuću Židovima. Nakon što Phil ispriča Daveu o svom projektu, Dave mu pruža podršku, ali je u isto vrijeme i zabrinut.
Dok Phil nastavlja živjeti kao Židov, nekoliko puta se suočava s licemjerjem. Nakon što njegova majka oboli od srčane bolesti, liječnik mu (ne znajući da je Phil navodni Židov) predloži da ne pokušava konzultirati specijalista s očitim židovskim imenom, jer bi ga židovski liječnik mogao prevariti. Nakon što Phil otkriva da je i sam Židov, liječniku postaje neugodno i odlazi. Nakon što djeca u školi saznaju da je Tommy Židov, on postaje meta školskih nasilnika. Phila muči način na koji Kathy tješi Tommyja, govoreći mu kako su poruge tipa "prljavi Židov" pogrešne jer on nije Židov, a ne kako je "prljavi Židov" pogrešno samo po sebi. Tješenje dječaka pričom kako nije Židov nije Philov način borbe protiv predrasuda.
Kathyni pogledi se otkrivaju nakon što Phil i Kathy objavljuju svoje zaruke. Kathyna sestra Jane (Jane Wyatt) poziva ih na proslavu u svoj dom u Darienu, Connecticut, koji je poznat kao područje gdje je Židovima zabranjeno živjeti. Bojeći se neugodne scene kad ljudi saznaju da je Phil Židov, Kathy želi reći svojoj obitelji i prijateljima da se Phil samo pretvara da je Židov. Na kraju, Phil nagovara Kathy da otkrije njegovu tajnu samo Jane. Na zabavi, svi srdačno dočekuju Phila, iako se poslije spominje kako mnogi ljudi "nisu bili u mogućnosti" doći na zabavu u zadnji čas (vjerojatno zbog predrasuda i Janeinih nagovaranja da ne dođu).
Iskušenje u Philovoj i Kathynoj vezi dolazi do vrhunca nakon što Dave najavljuje da će se odseliti iz New Yorka. Iako će morati dati otkaz, jednostavno ne može pronaći mjesto gdje bi njegova obitelj živjela. Kathy ima upražnjenu vikendicu u Darienu, ali iako Phil to vidi kao rješenje Daveovih problema, Kathy ne želi uvrijediti svoje susjede iznajmljujući je židovskoj obitelji. Raskidaju zaruke, a Phil najavljuje da će se odseliti iz New Yorka kad objavi članak. Nakon što je objavljen, zaposlenici časopisa ga dobro primaju, iako nitko od njih nije znao Phil zapravo nije Židov sve dok nisu pročitali članak.
Dave i Kathy se sastaju kako bi razgovarali o svojim pogledima. Dave joj kaže da ona nije antisemit, ali se posvađa s njom u vezi prilika kad je bila uvrijeđena antisemitskim klevetama, na što je ostala šutjeti. Taj razgovor označava prekretnicu za Kathy. Sutradan, Dave kaže Philu kako se ipak neće seliti. Umjesto toga, njegova obitelj će se preseliti u vikendicu u Darienu, a Kathy će se preseliti k svojoj sestri u susjedstvu kako bi se pobrinula da se ostali dobro odnose prema Goldmanovima. Phil odlazi u Kathyn stan gdje se pomiruju i prevladavaju međusobne razlike.

## Glavne uloge
|  | Gregory Peck kao Philip Schuyler Green |  | Anne Revere kao gđa. Green    |
|  | Dorothy McGuire kao Kathy Lacey        |  | June Havoc kao Elaine Wales   |
|  | John Garfield kao Dave Goldman         |  | Albert Dekker kao John Minify |
|  | Celeste Holm kao Anne Dettrey          |  | Jane Wyatt kao Jane           |

### Ostale uloge
| Dean Stockwell | kao Tommy Green             |
| Nicholas Joy   | kao dr. Craigie             |
| Sam Jaffe      | kao Profesor Fred Lieberman |

## Nagrade
Film je osvojio tri Oscara:
- Oscar za najbolji film
- Oscar za najbolju sporednu glumicu - Celeste Holm
- Oscar za najboljeg redatelja - Elia Kazan

Bio je nominiran za još pet Oscara:
- Oscar za najboljeg glavnog glumca - Gregory Peck
- Oscar za najbolju glavnu glumicu - Dorothy McGuire
- Oscar za najbolju sporednu glumicu - Anne Revere
- Oscar za najbolju montažu - Harmon Jones
- Oscar za najbolji adaptirani scenarij - Moss Hart

Film je na 5. dodjeli Zlatnog globusa osvojio 4 nagrade:
- Zlatni globus za najbolji film – drama
- Zlatni globus za najboljeg redatelja - Elia Kazan
- Zlatni globus za najbolju sporednu glumicu - Celeste Holm
- Zlatni globus za najboljeg mladog glumca - Dean Stockwell

## Vanjske poveznice
- Džentlmenski sporazum u internetskoj bazi filmova IMDb-a